# Nanocellulose

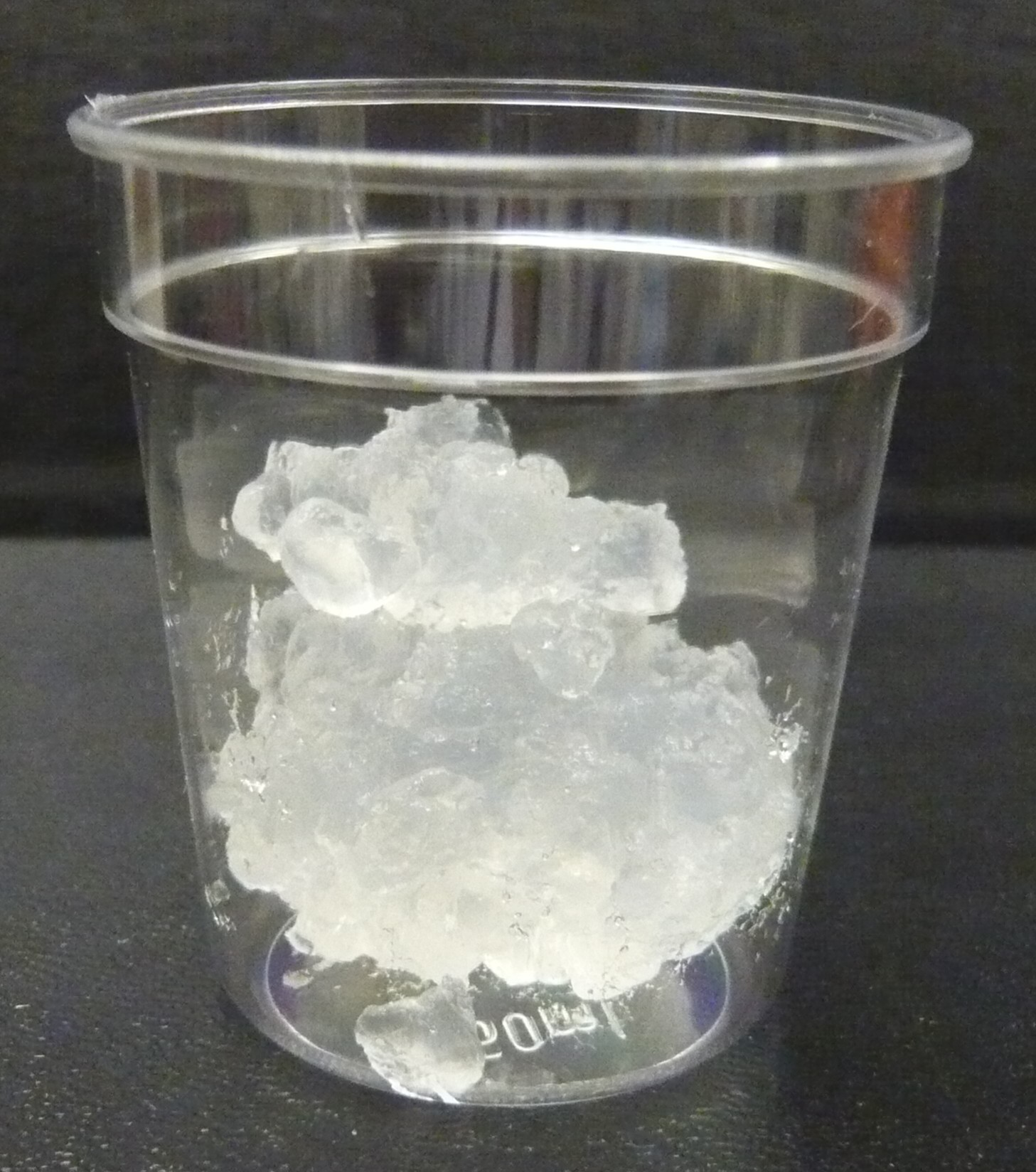
Nanocellulose

La nanocellulose est une nanostructure de cellulose.
Elle existe sous trois formes :
- nanofibre de cellulose ou nanofibrilles de cellulose ou cellulose nano-fibrillée (NFC / CNF) aussi appelée cellulose micro-fibrillée ou microfibrille de cellulose (CMF / MFC), obtenue par traitement mécanique ;
- nanocellulose cristalline ou nanocristaux de cellulose (NCC) aussi appelée cellulose nanocristalline (CNC) et encore nanocellulose whiskers ou nanowhiskers de cellulose (CNW / NCW), produite par procédé chimique ;
- nanocellulose bactérienne (BNC), synthétisée par des bactéries.

## Histoire
Grâce à l'évolution de la fabrication du papier, la cellulose a été découverte. Son étude a permis de découvrir ses structures de plus en plus finement : fibres (de la taille du millimètre), macrofibres, microfibres, et enfin microfibrilles (de la taille du nanomètre). Et à chaque étape on a pu fabriquer des matériaux nouveaux et plus performants, et envisager ce que pourrait apporter l'étape suivante.

En 1977, des chercheurs (Albin F. Turbak, Fred W. Snyder, Karen R. Sandberg) du laboratoire ERD (Eastern Research Division) de ITT Rayonier situé à Whippany (New Jersey), ont eu l'idée d'introduire une suspension à 3 % de fibres de pâte à papier dans un homogénéisateur de lait Gaulin, à haute pression. Lorsque la suspension a été soumise aux conditions de température et de pression de 80 °C et 8 000 psi, les fibres se sont alors transformées en un gel ferme et translucide. Les différentes actions mécaniques de l'homogénéisateur (pression, cavitation, cisaillements, collisions) à haute température avaient cassé les enveloppes des différentes structures de la cellulose pour en libérer les microfibrilles espérées.
Ils ont nommé cette nouvelle structure microfibrillated cellulose (MFC) (cellulose microfribillée (CMF)) dans les brevets et publications.
Un autre chercheur du même laboratoire, Franklin W. Herrick, a ensuite trouvé comment inhiber les liaisons hydrogène pour transformer le gel en poudre sèche.

## Structure et propriétés

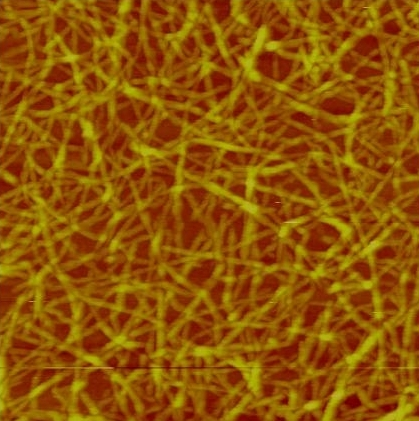
Nanocellulose carboxyméthylée adsorbée sur une surface de silice, topographiée par un microscope à force atomique. La surface de la zone scannée est de 1 µm2.